# Marzás (Lugo)
Marzás (llamada oficialmente Santa María de Marzás) es una parroquia y una aldea española del municipio de Carballedo, en la provincia de Lugo, Galicia.

## Organización territorial
La parroquia está formada por cuatro entidades de población:
- Buxelle
- Marzás
- Mato (O Mato)
- Vales

## Demografía

### Parroquia
| Gráfica de evolución demográfica de Marzás (parroquia) entre 2000 y 2020 |
|                                                                          |
| Datos según el nomenclátor publicado por el INE.                         |

### Aldea
| Gráfica de evolución demográfica de Marzás (aldea) entre 2000 y 2019 |
|                                                                      |
| Datos según el nomenclátor publicado por el INE.                     |